# Луїс Гілтон Штракер
Луїс Гілтон Штракер (23 лютого 1944, Лайу) — політик, другий віце-прем'єр-міністр Сент-Вінсент та Гренадин, з 2015 року. Він був міністром закордонних справ, торгівлі та торгівлі з 2001 по 17 травня 2005 року, коли його перевели в Міністерство транспорту, робіт та житлового господарства під час зміни кабінету. Він знову став міністром закордонних справ у грудні 2005 року. 

## Життєпис
Народився 23 лютого 1944 року в місті Лайу. Луїс, більш відомий як «Термінатор», був вихований у Сент-Вінсенті його батьком Бертрамом Августом Штракером. Він здобув освіту в урядовій школі Лайо, потім у середній школі Еммануїла, а згодом здобув вищу освіту в Гантерському коледжі, Нью-Йорк. Він закінчив аспірантуру з питань ділового адміністрування в університеті Лонг-Айленд, здобувши ступінь магістра мистецтв (M.A.) з ділового адміністрування.
Після закінчення навчання він був членом банку JPMorgan Chase у Нью-Йорку між 1969 та 1994 роками.
Повернувшись до Сент-Вінсенту в 1994 році, він розпочав свою політичну кар'єру обранням Палати зборів кандидатом від Об'єднаної лейбористської партії. Як представник виборчого округу Central Leeward він був переобраний на загальних виборах у 1998 р., у березні 2001 р. та грудні 2005 р. відповідно.
Після перемоги УПП на виборах у березні 2001 року прем'єр-міністром Ральф Гонсалвешом 1 квітня 2001 року призначений віце-прем'єр-міністром. У період з квітня 2001 по травень 2005 р. він також був першим міністром закордонних справ, операцій та торгівлі. У 2002 році він брав участь у Всесвітньому саміті ООН з питань сталого розвитку в Йоганнесбурзі. Він був одним з небагатьох урядовців, які висловились відкрито, що розчаровані результатами саміту.
У рамках кадрових перестановок у травні 2005 року він був призначений міністром транспорту, будівництва та житлового господарства.
Після парламентських виборів 8 грудня 2005 року прем'єр-міністром Ральф Гонсалвешом його знову призначили міністром закордонних справ, операцій та торгівлі.
У цій ролі він також є членом Управління Ради з питань зовнішніх зв'язків та громадських відносин (COFCOR) та членом Спільної Парламентської Асамблеї країн АКТБ. Одночасно він був 2007 головою Ради Міністрів Карибської співдружності.
З 14 грудня 2015 року він втретє є міністром закордонних справ Сент-Вінсент і Гренадин.

## Політична діяльність
На загальних виборах 2001 року, його партія набрала 69,2 % голосів. Об'єднана лейбористська партія сформувала уряд, а Луїс Штракер був обраний до палати парламенту.
На загальних виборах 2015 року, його партія набрала 52,28 % голосів із загальною сумою 34 246 голосів. Луї в черговий раз обрали в палату парламенту Центрального Ліворда.

## Нагороди та відзнаки
- Лицар-командор Орден Святого Михайла і Святого Георгія (12.2005)[6].